# Parc national de Bui
Pour les articles homonymes, voir Bui.
Le parc national de Bui est un parc national située au nord-est du Ghana, dans la vallée de la Volta Noire. Créé en 1971, le parc, comprenant notamment une population d'hippopotames, est menacé par la complétion du barrage de Bui, terminé en 2013, et dont le lac de retenue s'étend sur une importante partie du territoire du parc.

## Historique
Le parc est créé en 1971.

## Caractéristiques
S'étendant sur 1 820 kilomètres carrés, il constitue la troisième plus grande réserve naturelle du Ghana,.
Le parc est particulièrement renommé pour sa population d'hippopotames, estimée à 230 individus au début des années 2010. Outre le barrage (voir ci-dessous), un des problèmes majeurs que doit affronter l'administration du parc est le braconnage, qui s'exerce en particulier sur les éléphants. En 2019, l'estimation de la population ne fait plus état que de 120 à 150 hippopotames pour tout le Ghana, la majorité étant située à l'intérieur du parc de Bui. Une des menaces pesant le plus sur cette espèce est la fragmentation des populations.
Outre les hippopotames, le parc abrite également des populations de singes colobes (Colobus guereza), plusieurs variétés d'antilopes (hippotragus equinus, kobus ellipsiprymnus, sitatunga, cobe de Buffon, bubale), mais aussi des buffles, des phacochères. en ce qui concerne les prédateurs, on constate la présence de léopards, de civettictis civetta et de lycaons. En revanche, aucun éléphant n'est plus présent en 2019, l'écosystème ne leur étant pas favorable.
Une étude de 2018 souligne le fort potentiel de développement de l'écotourisme dans le parc national de Bui : paysages naturels d'une beauté unique, diversité et richesse écosystémique, d'autant qu'il est accessible en bus depuis les villes de depuis Techiman, Kintampo, Wenchi et Sunyani. L'écotourisme représente également un intérêt particulier pour les populations locales, qui pourraient être amenées à être les interlocuteurs principaux des touristes, aussi bien en matière d'hébergement que de visites et de transmission de la culture locale.

## La construction du barrage
En 2008, les travaux préparatoires pour la construction du barrage de Bui commencent. Les défenseurs de l’environnement craignent que ce barrage, situé à l'intérieur du périmètre du parc, n'en ruine totalement l'intérêt écologique. En effet, la retenue créée noie 444 kilomètres carrés, soit 21 % de la surface du parc, et engloutit 85 kilomètres de berges fluviales. Elle crée également 36 nouvelles îles et cinq cents kilomètres de nouvelles berges. En termes d'écosystèmes du parc, la construction du barrage fait disparaître la moitié de la surface des prairies, un cinquième de celle de la savane arborée et un quart de la savane arborée,.
Les populations d'hippopotames et de papillons sont particulièrement menacées.